# Farkasokkal táncoló
A Farkasokkal táncoló (eredeti cím: Dances With Wolves) 1990-ben bemutatott amerikai film Kevin Costner rendezésében és főszereplésével. A forgatókönyvet saját regényéből Michael Blake írta. Az amerikai polgárháború idején játszódó western-eposz 1991-ben hét Oscar-díjat nyert, köztük a legjobb film és legjobb rendezés kategóriában.
Valaha a western a hollywoodi mozi legnépszerűbb műfaja volt, de az 1990-es évekre már divatjamúltnak számított. Azután jött a Farkasokkal táncoló és új életre keltette, új elemekkel gazdagította ezt a műfajt. A film nem hagyományos értelemben vett western, sokkal inkább annak kifordítása, nagyszerűen komponált képekkel való újrafogalmazása. A monumentális alkotás a mai Amerika közeledését jelzi az őslakos indiánok kultúrája, sorsa iránt.

## Történet
1863-ban, az amerikai polgárháború idején az ifjú John Dunbar véletlenül hőssé válik, miután akaratán kívül győzelemre vezeti az egyesült seregeket. Saját kérésére az indiánok lakta határvidékre helyezik szolgálatba, de az erődöt teljesen elhagyatottan találja.
Lassan rendbe szedi az erőd környékét és az épületet is, berendezkedik a helyőrség fenntartására. Magányában naplóírásba kezd és őrjáratokra időnként kilovagol a környékre. A magányos férfihez társul szegődik egy farkas. Később emiatt nevezik el maguk között az indiánok Farkasokkal Táncolónak.
Közben az indiánok messziről szemmel tartják, ő pedig részletes rajzokkal illusztrálja a naplóját velük kapcsolatban. Még neveket is ad nekik a kinézetük és a viselkedésük után. Nagyon lassan (egy lólopási kísérlet után) indul be közöttük az ismerkedés. Őszre már mutogatva beszélgetnek és néhány apró ajándék után meghívják a táborukba. Ekkor tudja meg, hogy az indiánok Farkasokkal Táncolónak nevezték el. A késve érkező bölények vadászatában már puskával segít a törzsnek és megment egy fiatal indiánt a vadászaton. Innentől kezdve már ismert tagja lesz a törzsnek és rendszeresen látogatja őket. Jó barátság alakul ki közte és a törzsfőnök között. Sokat beszélgetnek és megismeri közben a sziú nyelvet és kultúrát.
Kiderül, hogy a sziúk között él egy fehér bőrű nő, akit az indiánok neveltek fel. A kezdeti bizalmatlanság és a nő férje iránti gyásza miatt elég lassan ismerkednek meg egymással.
John, aki eddig az indiánok ellen harcolt, most egyre közelebb kerül a sziúkhoz és lassan a törzs tagjának tekinti magát. A törzsfőnök látva kettejük kapcsolatát feloldja a nő gyászát és összeházasodnak. John folyamatosan kitér a törzsfőnök a fehérek terjeszkedését célzó kérdései elől, de idővel kénytelen elismerni, hogy még rengetegen jönnek majd. Nem tart sokáig a nyugalom.
Katonák érkeznek, hogy felderítsék a környéket, és miután találkoztak Johnnal, és elfogják. A naplója miatt árulónak bélyegzik és nem marad más választása, mint az indiánok mellé állni a konfliktusban. Szökése után a hadsereg elrejtett fegyvereivel felfegyverezve a törzset van esélyük túlélni a támadást.
A csata után és az amúgy is közelgő tél miatt a törzs a téli táborhelyére indul, de John és a felesége nem tart velük. Úgy gondolja, hogy jobb ha nem hoz bajt az indiánokra katonaszökevényként.

## Szereplők
| Karakter               | Színész                      | Magyar hang (1991) | Magyar hang (?)     |
| ---------------------- | ---------------------------- | ------------------ | ------------------- |
| Dunbar hadnagy         | Kevin Costner                | Józsa Imre         | Szakácsi Sándor     |
| Álló Ököl              | Mary McDonnell               | Kiss Mari          | Majsai-Nyilas Tünde |
| Vergődő Madár          | Graham Greene                | Cs. Németh Lajos   | Balázsi Gyula       |
| Szélfútta Haj          | Rodney A. Grant              | Jakab Csaba        |                     |
| Tíz Medve              | Floyd 'Red Crow' Westerman   |                    |                     |
| Fekete Kendő           | Tantoo Cardinal              |                    |                     |
| Kőborjú                | Jimmy Herman                 |                    |                     |
| Elgin hadnagy          | Charles Rocket               | Kovács István      | Rosta Sándor        |
| Timmons                | Robert Pastorelli            | Hollósi Frigyes    | Pálfai Péter        |
| Bauer őrmester         | Larry Joshua                 | Ujlaki Dénes       | Szinovál Gyula      |
| Spivey                 | Tony Pierce                  | Makay Sándor       | Fazekas István      |
| Pepper őrmester        | Tom Everett                  |                    |                     |
| Fambrough őrnagy       | Maury Chaykin                | Láng József        | Koroknay Géza       |
| Mosolygós              | Nathan Lee Chasing His Horse |                    |                     |
| Cargill százados       | Michael Horton               | Kapácsy Miklós     |                     |
| Edwards                | Kirk Baltz                   | Kapácsy Miklós     |                     |
| Őrnagy                 | Wayne Grace                  | Gruber Hugó        | Kiss Gábor          |
| Tide tábornok          | Donald Hotton                | Kun Vilmos         | Surányi Imre        |
| Christine              | Annie Costner                |                    |                     |
| Willie                 | Conor Duffy                  |                    |                     |
| Christine anyja        | Elisa Daniel                 |                    |                     |
| Póni vezér             | Wes Studi                    |                    |                     |
| Tábornok segédje       | William H. Burton            | Bognár Zsolt       | Vári Attila         |
| Tucker                 | Frank P. Costanza            |                    |                     |
| Ray                    | James A. Mitchell            | Fazekas István     |                     |
| Dunbart vizsgáló orvos |                              | Bitskey Tibor      | Balázsi Gyula       |
| Dunbart vizsgáló orvos |                              | Imre István        |                     |

## Díjak és jelölések
- Oscar-díj (1991)
  - díj: legjobb film – Jim Wilson, Kevin Costner
  - díj: legjobb rendező – Kevin Costner
  - díj: legjobb operatőr – Dean Semler
  - díj: legjobb adaptált forgatókönyv – Michael Blake
  - díj: legjobb vágás – Neil Travis
  - díj: legjobb filmzene – John Barry
  - díj: legjobb hang
  - jelölés: Legjobb férfi főszereplő  – Kevin Costner
  - jelölés: Legjobb férfi mellékszereplő – Graham Greene
  - jelölés: Legjobb női mellékszereplő – Mary McDonnell
  - jelölés: Legjobb jelmez – Elsa Zamparelli
  - jelölés: Legjobb díszlet – Jeffrey Beecroft, Lisa Dean
- Golden Globe-díj (1991)
  - díj: Legjobb filmdráma
  - díj: Legjobb rendező – Kevin Costner
  - díj: legjobb forgatókönyv – Michael Blake
  - jelölés: Legjobb férfi főszereplő – Kevin Costner
  - jelölés: Legjobb női mellékszereplő – Mary McDonnell
  - jelölés: legjobb filmzene – John Barry